# Aramides cajanea avicenniae
El chiricote costero brasileño (Aramides cajanea avicenniae) es una subespecie de la cotara chiricote endémica de las regiones costeras del sudeste de Brasil. Habita ambientes palustres rodeados de profusa vegetación.

## Taxonomía
Esta subespecie fue descrita en el año 1992 por Douglas F. Stotz, empleando ejemplares capturados en la costa del estado de São Paulo, sudeste de Brasil, adscribiéndola como una subespecie de Aramides cajanea, sobre la base de que posee un dorso gris neto, y no teñido de verdoso.  
Este tratamiento subespecífico fue seguido por todos los autores desde entonces. 
Localidad y ejemplar tipo
La localidad tipo es: “Iguape, São Paulo, Brasil”.
El ejemplar holotipo es un macho adulto que fue codificado como: MZUSP 67212.
Evolución
El proceso de especiación peripátrica que culminó con la aparición de A. c. avicenniae pudo ser desencadenado por la presencia de Aramides saracura, que pudo actuar como una barrera ecológica, separando las poblaciones de A. cajanea del interior respecto de las de la costa.

## Distribución y hábitat
Es una especie endémica de una pequeña faja costera del sudeste de Brasil, desde la localidad de Santos (estado de São Paulo) por el norte hasta la bahía de Guaratuba, en el sur de la costa del estado de Paraná. También habitaría en el estado de Santa Catarina, ya que se conserva la piel de un único ejemplar colectado en el litoral de ese estado. Habita en áreas pantanosas de selvas tropicales próximas a la costa marina y, especialmente, en manglares.

## Características
Aramides cajanea avicenniae se diferencia de Aramides cajanea por su manto dorsal gris, sin tonos verdosos; además por sus cobertoras alares superiores, las que son más verdoso-grises. A. cajanea presenta una mancha nucal de color grisáceo-marrón muy oscuro (a veces más apagado, muy raramente está ausente); en A. avicenniae la mancha nucal está ausente o es muy poco visible.
En cuanto al pico, en A. c. avicenniae es significativamente de mayor altura y longitud en ambos sexos, y en lo que respecta a los machos, también es más ancho. En A. c. avicenniae es mayor la longitud de la cola y del tarso.